# Долтон (город, Миннесота)
Далтон (англ. Dalton) — город в округе Оттер-Тейл, штат Миннесота, США. На площади 0,6 км² (0,6 км² — суша, водоёмов нет), согласно переписи 2002 года, проживают 258 человек. Плотность населения составляет 415,9 чел./км².
- Телефонный код города — 218
- Почтовый индекс — 56324
- FIPS-код города — 27-14626[1]
- GNIS-идентификатор — 0642612[2]